# Salgadinho (Paraíba)
Salgadinho, es un municipio del estado brasileño de Paraíba, localizado en la microrregión del Seridó Occidental Paraibano, mesorregión de la Borborema. De acuerdo al censo del IBGE en el año de 2010, su población es de 3508 habitantes. Posee un área de 184.237 km².

## Geografía
El municipio está incluido en el área de cobertura del clima semiárido brasileño, definida por el Ministerio de Integración Nacional de Brasil en 2005. Esta delimitación tiene como criterios el índice pluviométrico, el índice de aridez y el riesgo de sequía.